# Mount Carmel (Pensilvania)
Mount Carmel es un borough ubicado en el condado de Northumberland en el estado estadounidense de Pensilvania. En el año 2000 tenía una población de 6.390 habitantes y una densidad poblacional de 3,728 personas por km².

## Geografía
Mount Carmel se encuentra ubicado en las coordenadas 40°47′47″N 76°24′44″O / 40.79639, -76.41222.

## Demografía
Según la Oficina del Censo en 2000 los ingresos medios por hogar en la localidad eran de $22,168 y los ingresos medios por familia eran $35,217. Los hombres tenían unos ingresos medios de $28,168 frente a los $20,595 para las mujeres. La renta per cápita para la localidad era de $14,858. Alrededor del 18.2% de la población estaba por debajo del umbral de pobreza.